# The Divine Wings of Tragedy
The Divine Wings of Tragedy es el tercer álbum oficial de la banda de metal progresivo Symphony X lanzado el año 1996 (Japón); en 2002 salió a la venta una edición especial de este álbum en formato digipak con una entrevista a los miembros de la banda y contenidos extras. Es considerado por un amplio sector de fans como la magnum opus de la banda y uno de los mejores álbumes de metal progresivo de todos los tiempos.

## Lista de canciones
1. "Of Sins and Shadows" – 4:58
2. "Sea of Lies" – 4:18
3. "Out of the Ashes" – 3:39
4. "The Accolade" – 9:51
5. "Pharaoh" – 5:30
6. "The Eyes of Medusa" – 5:27
7. "The Witching Hour" – 4:15
8. "The Divine Wings of Tragedy" – 20:41
  - I. At the Four Corners of the Earth
  - II. In the Room of Thrones
  - III. A Gathering of Angels
  - IV. The Wrath Divine
  - V. The Prophet's Cry
  - VI. Bringer of the Apocalypse
  - VII. Paradise Regained
9. "Candlelight Fantasia" – 6:45

## Alineación
- Russell Allen - Vocalista
- Michael Romeo - Guitarras
- Michael Pinnella - Teclados
- Jason Rullo - Batería
- Thomas Miller - Bajo

- Datos: Q613145